# Григорій I
Григорій I, також Григорій Великий (лат. Gregorius PP. I; бл. 540, Рим — 12 березня 604, Рим), у православній церкві відомий як Григорій Двоєслов (лат. Gregorius Dialogus, дав.-гр. Γρηγόριος ὁ Διάλογος) — шістдесят четвертий папа Римський (3 вересня 590—12 квітня 604), християнський теолог. Визнаний доктором церкви, є одним з чотирьох великих латинських отців Церкви поряд з Амвросієм, Августином і Єронімом. З усіх пап Григорій справив найбільший вплив на церкву раннього Середньовіччя.
Шанований католицькою (день пам'яті — 3 вересня) і православною (день пам'яті — 12 березня) церквами, англіканським співтовариством (день пам'яті — 12 березня), Лютеранськими церквами (день пам'яті — 12 березня). Жан Кальвін захоплювався Григорієм і вважав його останнім хорошим Папою.
 Що насправді мені приносить честь, то це те, коли нікому не відмовляють у честі, яка йому належить — Римський Папа св. Григорій Великий.

## Біографія

### Ранні роки життя
Точна дата народження Григорія невідома, проте її звичайно визначають близько 540 року. Він народився у багатій знатній римській сім'ї у час коли Рим зіткнувся із суттєвим зниженням кількості населення, рівня добробуту та впливу на зовнішній світ. Сім'я Григорія була побожною, його прапрадідом був папа Римський Фелікс III. Батько Григорія Гордіан служив Римській церкві, а три сестри батька були черницями. Мати Григорія Сільвія є святою. За життя батька Григорій брав активну участь у політичному житті Риму, за деякими джерелами він, навіть, був префектом міста 573 року. Після смерті батька Григорій перетворив свій дім, який був розташований навпроти Circus Maximus (нині титулярна церква Сан-Грегоріо-Маньо-аль-Челіо), у монастир, присвятивши його апостолу Святому Андрію. Сам Григорій вступив до монастиря як простий чернець. Папа Пелагій II висвятив Григорія у диякони та користувався його допомогою у боротьбі з єресю Трьох розділів. Пізніше папа призначив Григорія своїм представником при дворі імператора у Константинополі.

### Конфронтація з Євтихієм
У Константинополі Григорій привернув до себе увагу, розпочавши спір з патріархом Константинопольським Євтихієм, який опублікував трактат про безтілесність людей після їх загального воскресіння. Григорій, навпаки, вважав, що після воскресіння душі отримають тіла, аргументуючи свою позицію тілесністю воскреслого Ісуса Христа. Для вирішення суперечки суддею було обрано самого імператора, який підтримав Григорія. Трактат Євтихія був засуджений до спалення. Повернувшись до Риму Григорій був призначений першим секретарем Пелагія.

## Григорій як папа

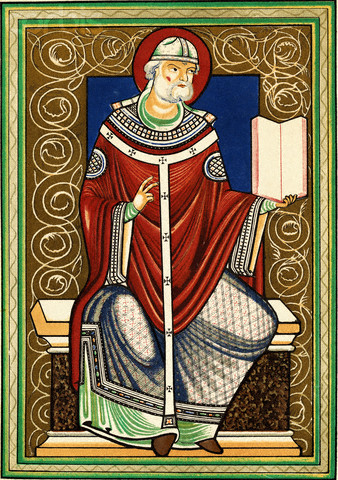
Папа Григорій I Великий

У 585 або 586 р. папа Пелагій II відкликав свого посланця в Рим. А коли понтифік помер, у розпал страшної епідемії чуми, Григорій був одностайно обраний його наступником. Пізніша традиція свідчить, що він утік з Риму, вважаючи себе негідним бути єпископом, проте його було знайдено і повернуто до міста. Він очолив покаянні процесії з охопленому мором Римі, й сталося диво: коли процесія проходила повз гробниці імператора Адріана (нині замок Сант-Анджело) поблизу Ватикану, над її куполом з'являється Архангел Михаїл, який вклав свій палаючий меч у піхви, тим самим показуючи, що моління римлян почуті на небесах, і чума припинилася.
3 вересня 590 р., після того як було отримано схвалення імператора, Григорій був висвячений у єпископи Риму і став одним з найвпливовіших людей в імперії. Папська резиденція розташовувалася в Латеранському палаці на півдні Риму, де Григорій жив в чернечому співтоваристві, дотримуючись суворих правил монастирського життя. Віддаючи перевагу ченцям, він видалив з адміністрації Римської церкви мирян і послабив позиції кліриків.
В цей час церковна влада набувала все більшого впливу у Римі в міру того, як слабшало світське правління, не здатне навіть організувати оборону міста від лангобардів. Римська церква взяла на себе багато державних функцій. Папа сам займався забезпеченням захисту міста. На кошти, отримані з церковних земельних володінь, що займали площу від 3.5 до 4.7 тис. квадратних кілометрів в Італії, Африці, Галлії і Далмації, а також на островах Сицилія, Корсика і Сардинія, він постачав співгромадянам продовольство, оплачував війська, будував стратегічні об'єкти, відкуповувався від варварів, викуповував полонених, забезпечував необхідним біженців. Не дивно, якщо й справді після смерті Григорія папська казна виявилася майже порожньою: ніколи ще Римська церква не брала на себе фактично повністю тягар світської влади. Візантійський же уряд обороняв центр імперської адміністрації в Італії — Равенну та її околиці — і часто вів війну, не звертаючи увагу на відчайдушний стан Риму і не приєднуючись до перемир'я, укладеного папою на церковні кошти. Двічі протягом перших трьох років понтифікату Григорія лангобарди брали Рим в облогу, а папа від них відкуповувався і спонукав імперських представників в Італії укласти міцний мир. Проте його втручання в державні справи викликало невдоволення в Константинополі, і у 595 р. імператор Маврикій написав образливий лист Григорію, який у відчаї хотів укласти сепаратний мир з королем лангобардів Агілульфом. Мир був укладений в 596 р. представником папи абатом Проббом при підтримці екзарха (глави візантійської адміністрації в Італії) Каллініка. Тим не менше, спокій, безпека і добробут залишилися в минулому. Війни, епідемії чуми, неврожаї, повені створювали відчуття наближення всесвітньої катастрофи, кінця світу. У 599 р. папа пише про близькість власної смерті: його жорстоко мучить тяжка хвороба синкопа, що часом надовго приковує його до ліжка і висушує тіло. Але він продовжує дотримувати строгої чернечої дисципліни. Бої з лангобардами поновилися у 601 р., а дворічне перемир'я що настало потім у 603 р. знову змінилося війною, коли Григорія вже не було в живих.
Не тільки проблеми військової стратегії викликали розбіжності між Константинополем і Римом. Було багато інших причин для взаємних образ: наприклад, терпимість імперської влади по відношенню до єретиків — донатистів в Африці чи затятість Константинопольських патріархів, які іменували себе вселенським. Григорій наполягав на тому, що у папи, як наступника першого серед апостолів — Св. Петра, є право розглядати скарги на церковнослужителів, підозрюваних у будь-якому порушенні. Фактично ж юрисдикція Римського єпископа поширювалася на Італію, Сицилію, Сардинію і частково Балкани, але й тут він часто наштовхувалася на опір місцевого кліру. Великі церкви в самій Італії (Мілан, Равенна, Аквілея) претендували на самостійність і часом, як, наприклад, Аквілейська церква, зовсім поривалися до спілкування з папою. Равенна, імперська метрополія в Італії, заявляла про свої права на роль автономного церковного центру, вступаючи в суперництво з Римом, яке не припинялася навіть тоді, коли єпископами Равеннської церкви ставали римські клірики (наприклад, близький друг Григорія — Марініан). Тут папі в основному доводилося поступатися під натиском візантійських властей. Чим далі від Риму, тим слабший був вплив Римського єпископа і тим невизначеним його вплив про місцеву ситуацію. Так, Григорій марно вимагав від візантійської адміністрації у північній Африці жорстких дій по відношенню до донатистів, тобто частини африканської церкви, що вигнала зі своїх лав тих, хто під час гонінь на християн на початку IV ст. зрадив їй, і дуже твердо відокремилась від усіх інших церков, що сприйняли толерантне ставлення до тих що оступилися в роки переслідувань. Однак наприкінці VI ст. в Африці вже немає колишнього поділу на католиків і донатистів, і донатизмом Григорій позначає деякі особливі традиції африканської церкви та її одностайний опір римському впливу. 
Важко складалися відносини Римської церкви з Константинопольським патріархатом. Патріарх Іоанн IV Постник (582—595 рр.) найменував себе Вселенським патріархом (вперше на синоді у 587 р.). Цей титул використовувався візантійськими ієрархами з початку VI ст., а у середині V ст. східні єпископи величали так папу Лева Великого (440—461 рр.). Папа Пелагій II визнав його зухвалим і розпорядився, щоб римський представник у Константинополі припинив спілкування з патріархом, якщо той не відмовиться від цього звання. Цим посланником і був Григорій Великий, який перебував тоді в дружніх відносинах з благочестивим патріархом. Згодом він став папою, і сам протестував проти використання цього титулу. Він вказував на те, що лиха, що обрушилися на імперію, — це результат нехтування кліром своїми пастирськими обов'язками, суєти та марнослав'я духовенства, яке покладає на себе антихристиянські звання, його гордині, яка руйнує правопорядок. Григорію було важливо, щоб тоді, коли його світ виявився враженим до основи, навіть в титулатурі і символіці не було допущено перевищення повноважень і порушення законних прав. У цьому випадку, як мабуть, вважав папа, коли один з єпископів заявляв про свої вселенських повноваженнях, руйнувалася рівність п'яти найдавніших заснованих апостолами архієпископств (Рима, Антіохії, Олександрії, Єрусалима та Константинополя) при почесній першості Римського престолу, затвердженому церковними соборами. Крім того, для нього звання — це не можливість демонстрації переваги і влади, а покликання служити ближнім, жертвувати собою і вміти підкорятися чужим інтересам. Ні Іван IV, ані його наступник Киріак, ані імператор Маврикій, який грубо відписав папі через його втручання в справи Константинопольського патріархату, так і не задовольнили скарг Григорія. Наступник імператор Фока видав указ, згідно з яким «апостольський престол Св. Петра, тобто Римська церква, має бути головою всіх церков», . Він був змушений змиритися з цим титулом і відновити спілкування з патріархом. Можливо, для контрасту він, як колись Августин, став називати себе «рабом рабів Божих».
Історія понтифікату Григорія свідчить про те, що його можливість впливати на імперську владу була досить обмеженою і фактично зводилася до особистих контактів, які він мав, коли був посланцем при імператорському дворі. Що стосується варварських королів, то спроби Григорія ближче притягнути їх до Риму і контролювати місцеві церкви навряд чи можна назвати успішними. Тут, щоправда, були свої великі досягнення: наприклад, хрещення лангобардського принца, встановлення якихось особливих відносин з Іспанією, де Григорія дуже шанували і оберігали його спадщину, місія Августина до Англії і звернення до християнської віри Кентського короля Етельберта та його народу. Саме в Англії з'явилося перше житіє Григорія, написане невідомим ченцем з Вітбі близько 713 р. Своїми працями Григорій Великий, шанований Церквою як її вчитель, значною мірою сформував новий «християнський захід» на місці розділеної імперії, а його тлумачення біблійних книг, проповіді («Мораль на Книгу Іова», «Бесіди на Євангелії», «Бесіди на Книгу пророка Єзекіїля», «Тлумачення Пісні пісень») і «Пастирське правило» стали невід'ємною частиною західної християнської традиції. Григорію приписуються «Тлумачення 1 Книги царств» і «Співбесіди про життя італійських батьків і про безсмертя душі», де, зокрема, розповідається про діяння «батька західного чернецтва» св. Бенедикта.